# Hypsibiidae
Hypsibiidae is een familie van beerdiertjes in de orde Parachela.

## Taxonomie
- Onderfamilie Diphasconinae
  - Diphascon
  - Hebesuncus
  - Paradiphascon
- Onderfamilie Hypsibiinae
  - Acutuncus
  - Doryphoribius
  - Eremobiotus
  - Halobiotus
  - Hypsibius
  - Isohypsibius
  - Mixibius
  - Pseudobiotus
  - Ramajendas
  - Ramazzottius
  - Thulinius
- Onderfamilie Itaquasconinae
  - Astatumen
  - Itaquascon
  - Mesocrista
  - Parascon
  - Platicrista